# Vinyet Panyella i Balcells
Vinyet Panyella i Balcells (Sitges, Garraf, 15 de febrer de 1954) és gestora cultural, escriptora, investigadora cultural i curadora d'exposicions.

## Biografia
Diplomada en biblioteconomia i documentació (1975) i llicenciada en filologia catalana per la Universitat de Barcelona (1977), ha estat vinculada a la Biblioteca de Catalunya com a subdirectora (1989-1990), gerent (1990-1996) i directora (2000-2004). De 2011 a 2019 va ser directora-gerent del Consorci del Patrimoni de Sitges. Sota la seva direcció es van concloure les obres de reforma dels museus Cau Ferrat i de Maricel, que van reobrir el 2014, i en aquest últim va comissariar l'exposició principal de l'Any Ramon Casas, que va mostrar més d'un centenar d'obres del pintor. Des de 2019 presideix el Plenari del Consell Nacional de la Cultura i de les Arts (CoNCA).
Va ser diputada del Parlament de Catalunya com a membre del grup parlamentari de Convergència i Unió en la V legislatura (1995-1999).

## Obra literària i de recerca
Paral·lelament a la seva carrera professional, Panyella ha desenvolupat una activitat de recerca dins del camp de la filologia catalana i la història de l'art, centrada en els artistes del tombant del segle xix i principi del segle xx. És igualment autora d'una obra poètica consolidada, sovint publicada en plaquettes, i de vegades acompanyada per fotografies.
Poesia
- Memorial de platges. Barcelona: Columna, 1993
- Les ales del buit. Barcelona: Cafè Central, 1997
- Jardí d'ambre. Barcelona: Columna, 1998
- Miralls de marbre. Barcelona: Mediterrània, 2000
- Quintet de l'Havana : un homenatge a Alejo Carpentier. Sitges: Papers de Terramar, 2001
- París-Viena. Barcelona: Ed. 62 - Empúries, 2002
- Dins del cercle d'Orfeu. Lleida: Pagès, 2004
- Taller Cézanne. Santa Coloma de Gramenet: La Garúa, 2007
- Exposició antològica. Vilanova i la Geltrú: El Cep i la Nansa, 2008
- Cavalls i collaret (Suite de Terramar). Sitges: Llibres de Terramar, 2009. English version by Sam Abrams.
- Aprenent a mirar. Girona: Curbet Edicions, 2011
- Sang presa. Barcelona: Columna, 2011
- La mar que se m'enduu. Girona: Senhal, 2012
- On life and shadows. Girona: Curbet Edicions, 2013
- Haikús i geografies. Girona: Curbet Edicions, 2020

Estudis, assaigs, biografies
- Claudi Mas i Jornet, poeta i ciutadà. Vilafranca del Penedès: Museu de Vilafranca, 1981
- Epistolari del Cau Ferrat (1889-1930). Sitges: Grup d'Estudis Sitgetans, 1981
- Joaquim Budesca. Barcelona: Àmbit, 1985
- J.V. Foix : 1918 i la idea catalana. Barcelona: Ed. 62, 1989
- Àlbum Foix: una successió d'instants. Joan de Déu Domènech, coautor. Barcelona: Quaderns Crema, 1990
- Ángeles Santos. Sitges, 1992
- Cronologia del Noucentisme: una eina. Barcelona: Publicacions de l'Abadia de Montserrat, 1996
- Joaquim Sunyer. Barcelona: Columna, 1997
- Contemporànies. Antologia de poetes dels Països Catalans. Barcelona: ICD, 1999.
- Josep Carbonell i Gener (Sitges, 1897-1979) : entre les avantguardes i l'humanisme. Barcelona: Ed. 62, 2000
- Paisatges i escenaris de Santiago Rusiñol (París, Sitges, Granada). Barcelona: Curial - Abadia de Montserrat, 2000
- El sembrador : biografia sitgetana del doctor Bartomeu Robert. Sitges: Ajuntament, 2002
- Santiago Rusiñol : el caminant de la terra. Barcelona: Ed. 62, 2003
- Recull de motius de la Vila de Sitges (s. XVI-XX). 2ª ed. Sitges: Grup d'Estudis Sitgetans, 2005.
- El Sitges noucentista i la Festa de la Poesia 1918. Sitges: Llibres de Terramar, 2007.
- Miquel Utrillo i les Arts. Sitges: Ajuntament: Consorci del Patrimoni de Sitges, 2009.
- Santiago Rusiñol: la campanya de Poblet de 1889. L'Espluga de Francolí: Museu de la Vida Rural, 2012.
- Itinerari Maricel Integral. Un passeig pel Maricel de Charles Deering i Miquel Utrillo (1909-1921), 2018
- Maricel. Cent anys d'art i cultura a Sitges. 2020
- Maricel. Cien años de arte y cultura en Sitges, 2023

Narrativa breu per a infants
- El Drac i la Menuda. Vilafranca del Penedès: Vilatana, 2003 (infantil)
- L'Estrella i el Mar : conte de reis. Sitges: Ajuntament, 2003 (infantil)
- Petita història de Santiago Rusiñol. Il·lustracions de Pilarín Bayés. Barcelona: Mediterrània, 1993; 2ª ed. 2008 (infantil)
- Petita història de Ramon Casas. Il·lustracions de Pilarín Bayés. Barcelona: Mediterrània, 2017 (infantil)

## Honors i distincions
- Ploma d'Or de l'Ajuntament de Sitges 1983.
- Premi Rosa Leveroni de poesia de Cadaqués 1992.
- Premi Ferran Soldevila 1999, compartit amb Jaume Subirana.[5]